# Moritz Goebel
Carl Moritz Goebel (* 7. Januar 1900 in Epterode im  Werra-Meißner-Kreis; † 17. Oktober 1975 in Kassel) war ein deutscher Kaufmann und Mitglied des Landtags des Volksstaates Hessen sowie Bürgermeister.

## Leben
Moritz Goebel wurde als Sohn des Kreidefabrikanten Elias Cornelius Goebel und dessen Ehefrau Christine Therese Lang geboren.
Er war in Darmstadt-Eberstadt als Kaufmann tätig und politisch engagiert. Zum 1. August 1929 trat er in die NSDAP ein (Mitgliedsnummer 142.934) und erhielt 1933 ein Mandat für den letzten Landtag des Volksstaates Hessen. Bei den Landtagswahlen 1927 war die NSDAP nicht vertreten, holte bei den Wahlen 1931 über 37 % der Stimmen (=27 Sitze) und 1933 über 47 % der Stimmen.
Von 1938 bis zum Kriegsende 1945 übte Goebel das Amt des Bürgermeisters in Hessisch Lichtenau aus. In dieser Zeit bestand die Sprengstofffabrik Hessisch Lichtenau mit dem zugehörigen Außenlager Hessisch Lichtenau des Konzentrationslagers Buchenwald.